# Castell de Torrejón
El Castell de Torrejón també anomenat Torre de Torrejón es troba en el municipi de Gàtova, a la comarca del Camp de Túria de la província de València. Es troba catalogada com bé d'interès cultural segons consta a la Direcció General de Patrimoni Cultural de la Conselleria de Turisme, Cultura i Esport de la Generalitat Valenciana, no tenint anotació ministerial.

## Descripció historicoartística
A l'edat de bronze, a la zona coneguda com a Marmolé de Baix, hi havia un assentament, del qual avui queden només restes, que podrien ser el més antic poblament que es coneix de Gàtova, sobre el qual més tard, es va superposar altre d'època ibèrica. També semblen ibèrics els murs les ruïnes es veuen al castell de Torrejón.
Es tracta d'una torre rectangular d'origen iber, que possiblement formés part de les defenses d'un assentament que podia ubicar a la zona, segons deixen entreveure les restes arqueològiques trobades. No queda gairebé res de la torre, apreciant només els fonaments i part de l'estructura que està pràcticament oculta per la vegetació del lloc.